# Seget (Umag)
Seget je naselje u Republici Hrvatskoj, u sastavu grada Umaga, Istarska županija. 

## Stanovništvo
Prema popisu stanovništva iz 2001. godine, naselje je imalo 190 stanovnika te 60 obiteljskih kućanstava.

Prema popisu stanovništva 2011. godine naselje je imalo 211 stanovnika.
| broj stanovnika |       |       | 100   | 114   | 146   | 139   |       |       | 121   | 127   | 122   | 111   | 149   | 216   | 190   | 211   | 178   |
|                 | 1857. | 1869. | 1880. | 1890. | 1900. | 1910. | 1921. | 1931. | 1948. | 1953. | 1961. | 1971. | 1981. | 1991. | 2001. | 2011. | 2021. |

 Do 1991. iskazuje se pod imenom Šeget. U 1857., 1869., 1921. i 1931. podaci su sadržani u naselju Umag. Iskazuje se kao dio naselja od 1880., a kao naselje od 1900. U 2001. smanjeno izdvajanjem naselja Đuba za koje sadrži podatke u 1981. i 1991.